# 77 West Wacker Drive

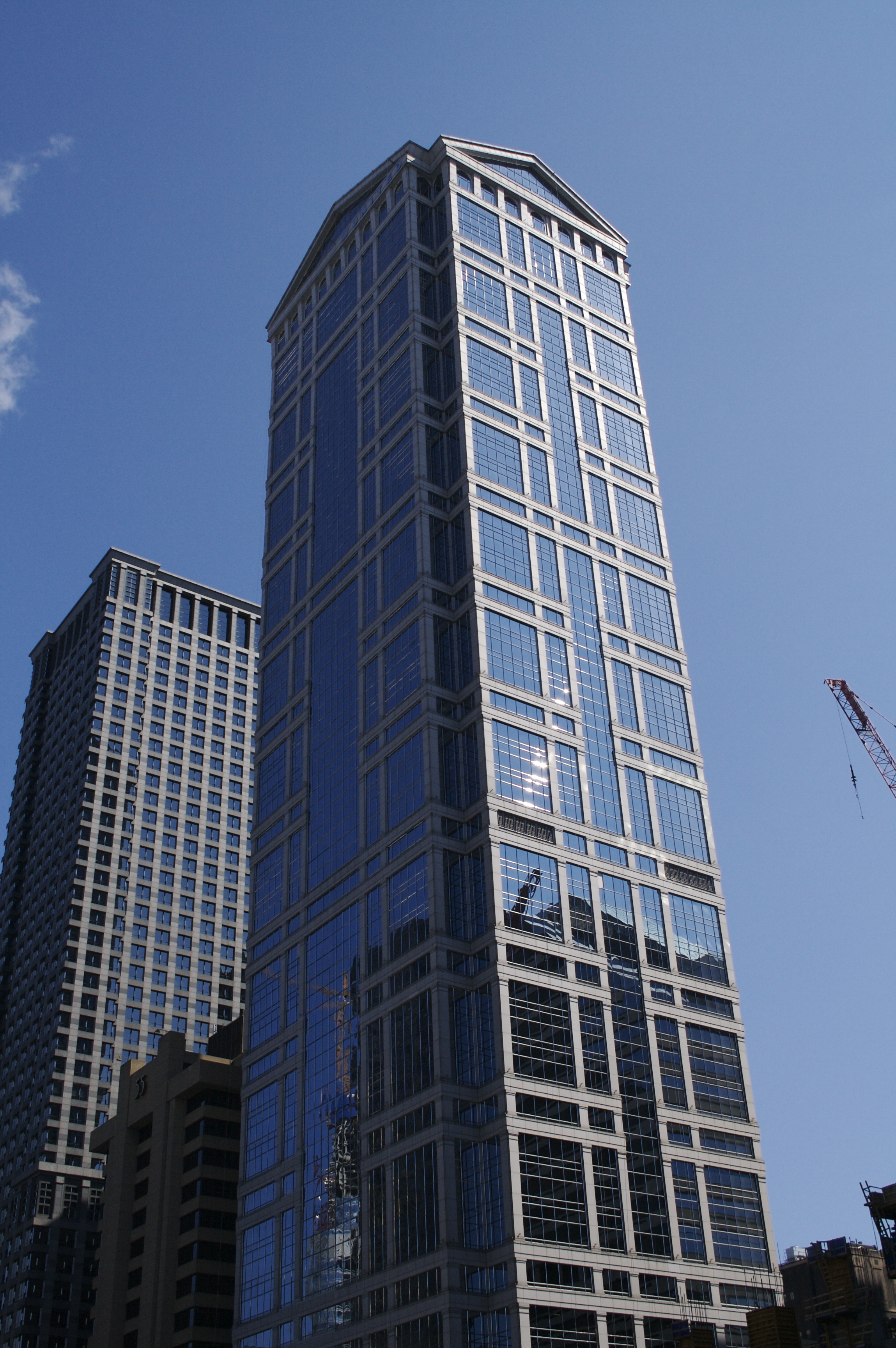
Le style post-moderne est marqué.

Le 77 West Wacker Drive, également précédemment connu sous le nom d’Édifice United du nom de son locataire principal, est un gratte-ciel de bureaux situé à Chicago (Illinois), à proximité immédiate des tours jumelles de Marina City et de la Trump International Hotel and Tower.

## Description
Conçu par l’architecte espagnol Ricardo Bofill, le bâtiment a été achevé en 1992. Il se dresse à une hauteur de 204 m (668 pieds) avec 89 152 mètres carrés (959 719 pieds carrés) d'espace intérieur. Le style relève du postmodernisme. 
On l’a autrefois connu comme bâtiment de RR Donnelley quand la compagnie d’impression de RR Donnelley était le locataire primaire. Cependant, RR Donnelley a déplacé son siège social à un endroit différent en mai 2005. De 2007 à 2009, le bâtiment devient le siège social d’United Airlines, avant que la société ne déménage dans la Willis Tower. Cependant, la tour accueille le siège de plusieurs entreprises dont Archer Daniels Midland (ADM).

## Dans la culture populaire
- Dans le film Négociateur sorti en 1998, un lieutenant de la police de Chicago, Danny Roman (interprété par Samuel L. Jackson), se retrouve contraint de mener une prise d'otages au 77 West Wacker Drive afin de prouver son innocence.